# Milli Vanilli
A Milli Vanilli német fiúegyüttes volt a 80-as évek végén. Az együttes azóta leginkább arról híres, hogy a két „énekes” helyett az összes számot mások énekelték fel, és minden koncert playbackről ment. 

## Történet

### Kezdetek
Az együttes létrehozásának ötlete a német Frank Fariantól származott, aki sikeres producerként olyan előadókkal dolgozott, mint Boney M., La Bouche, No Mercy, vagy Meat Loaf. Az 1980-as évek végén több énekessel (Charles Shaw, Brad Howell, John Davis) új számokat énekeltetett fel, ám ezek az énekesek szerinte nem voltak „marketingelhetőek”. Farian szerint ugyanis a fogyasztók elvárták, hogy az előadók ne csak tehetségesek legyenek, hanem tetszetősen is nézzenek ki. Ez pedig az igazi énekeseknél nem volt adott, akik ráadásul korban előrehaladottak voltak.
Farian az új együttes arcait két huszonéves modell, a guadeloupe-i származású Fabrice Morvan és a német-amerikai származású Robert Pilatus személyében találta meg. A két fiú szegény környezetből származott, nem volt különösebb énektehetségük, és éjszakai klubokban táncoltak. 1987-ben megalapították Empire Bizarre nevű, rövid életű duójukat.

### Siker és hírnév
Farian új együttese, a Milli Vanilli 1988-ban alakult meg Münchenben, Fabrice „Fab” Morvan és Robert „Rob” Pilatus tagokkal. Az együttes egy megszűnt berlini diszkótól kölcsönözte nevét. Megalakulásuk évében kiadták All or Nothing albumukat, melyet csak Európában terjesztettek. Az album Németországban és Svájcban aranylemez, Ausztriában platinalemez, Nagy-Britanniában ezüstlemez lett, és olyan sikeres számokat tartalmazott, mint Girl You Know It's True, Girl I'm Gonna Miss You, Baby Don't Forget My Number, vagy Blame It on the Rain.
1989-ben a számok legtöbbjét újra kiadták egy új, világszerte terjesztett albumon (Girl You Know It's True), mely az Egyesült Államokban hatszoros platina-, Kanadában gyémántlemez lett. 1990-ben Grammy-díjat kaptak, mint legjobb új előadó. Összesen 14 millió albumot és 30 millió kislemezt adtak el.

### Playback-botrány
Egyesek már 1989 során feltételezték, hogy Morvan és Pilatus szélhámosok, akik csak tátognak a mások által felénekelt számokra. Emlékezetes maradt a híres botrány a bristoli koncerten, ahol a Girl You Know It's True számukat adták elő. Technikai hiba folytán a lejátszókról csak a Girl You Know It's… hallatszott folyamatosan, mialatt a két énekes a már begyakorolt mozdulatokat és tátogást adta elő, amelyet közel nyolcvanezer néző láthatott saját szemével.
Beth McCarthy-Miller amerikai tudósítónak feltűnt egy interjú után, hogy Morvan és Pilatus érzékelhető nehézséggel beszélik az angol nyelvet, amely ugyancsak a szkeptikusok gyanúját erősítette.
Később Charles Shaw, a számok egyik valódi énekese megerősítette a hírt 1989 decemberében a New York Newsday c. lapban, mert állítólag felháborította, hogy a Girl You Know It's True amerikai albumán kizárólag Rob és Fab neve szerepelt a dal előadóiként, szemben az Európában All or Nothing c. albumban az ő és a többi énekes neve is ott volt, igaz mint társelőadók. A nyilatkozatát hamar visszavonta, miután Farian lefizette őt, és a Milli Vanilli megkaphatta a Grammy-díját, de a nyilvánvaló tényt már nem lehetett sokáig elhallgatni. Később Frank Fariannak el kellett ismernie a csalást, állítólag azért, mert felfedezettjei telhetetlenné váltak, és több pénzt követeltek a producertől, illetve azt, hogy menessze az eredeti énekeseket. Utóbbival az volt a céljuk, hogy ezentúl ők maguk énekelhessenek, noha Farian jól tudta, hogy ez képtelenség, és válaszképpen lerántotta róluk a leplet. Ennek eredményeként számos – főleg amerikai – fogyasztó beperelte az együttest és kiadójukat (az USA-ban 27 ilyen per indult), és visszakövetelték az albumok és koncertjegyek árát. A Grammy-díjat elvették; ez mindmáig az egyetlen olyan alkalom, mikor visszavonták a díjat.
A kialakult botrányban mindenki a másikra mutogatott; Morvan és Pilatus szerint Farian rászedte és kizsákmányolta őket. Állításuk szerint a producer azzal hitegette őket, hogy énekelhetnek is, de erre egyetlen alkalommal sem volt mód, és szerintük vállalhatatlan feltételeket szabtak nekik a szerződés felbontása esetére. Farian viszont tagadta ezeket a vádakat, mivel a megállapodásukról írott szerződés is maradt, amely nem tartalmazott semmilyen kitételt, hogy Morvannak és Pilatusnak énekelnie is kellett volna, sőt erre ők az elején nem is támasztottak igényt. Farian továbbá azzal védekezett, hogy a playback amúgy is elterjedt jelenség. Mindez természetesen igaz, hisz korábbról is vannak példák rá (mint a szintén Farian által patronált Boney M. esetében), de a Milli Vanilli duó ezektől lényegesen különbözik, történetesen Morvan és Pilatus szinte a végsőkig, óriási nyilvánosság előtt és bárhol a sajtóban eléggé rátarti hangvétellel azt állították, hogy ők énekelnek a megjelent albumokon. Mindenesetre a botrány rányomta a bélyegét a popiparra, mert egyértelművé vált, hogy a közönség is csak a látványra kíváncsi, a producerek pedig csak a kasszasikerre törekszenek, nem az autentikusságra.
Már megvolt a következő album anyaga is (The Moment of Truth), melyet végül The Real Milli Vanilli név alatt terjesztettek, és a valódi énekeseket jelölték meg rajta. Az albumot később Try 'N' B név alatt is kiadták. A kritikusok viszont úgy gondolták, hogy a botrány adta lehetőségeket próbálja kihasználni Farian, és leginkább azzal törekszik reklámozni a The Moment of Truth albumot. Mindamellett az albumot kis kapkodással állították össze, ezért a borítókon gyártási hibák voltak felfedezhetők, amelyek a korábbi álénekesekre utaltak. Az album megbukott. Később kisebb módosításokkal Farian Try'N'B néven vonultatta fel az együttest, megvált két idősödő énekestől (Brad Howelltől és John Davistől), s ez a formáció ugyan javított a korábbi statisztikákon, nem lett sikeres.

### Morvan és Pilatus további karrierje
Morvan és Pilatus vissza akarta szerezni az elveszített sikert és hírnevet, így 1993-ban Rob & Fab név alatt kiadtak egy albumot, amelyen már valóban ők énekeltek. Pénzhiány miatt azonban csak az Egyesült Államokban tudták terjeszteni, ahol nagyfokú bizalmatlanság övezte munkájukat, így csak 2000 lemezt adtak el. Pilatus az alkoholizmusba és drogba menekült, Morvan pedig énekelni tanult.
1997-ben Farian ismét össze akarta állítani a Milli Vanillit, és egy ideig Back and In Attack című albumukon dolgoztak. Farian állítása szerint próbált megbékélni Morvannal és Pilatussal, sőt nagyvonalú gesztusként közre akartak működni a korábbi stúdióénekesek is, noha senki nem látta előre, hogy miként fogadják visszatérésüket. Robert Pilatus azonban 1998 áprilisában kábítószer-túladagolásban elhunyt, és az albumot végül nem adták ki.
Fabrice Morvan szólókarrierbe kezdett, 2003-ban megjelent Love Revolution nagylemeze. 2015-ben John Davisszel, a régi Milli Vanilli egyik valódi énekesével együtt dolgozott egy albumon (Face Meets Voice).
Milli Vanilli régi számaiból a 2000-es években több válogatásalbumot adtak ki.

## Stúdióalbumok
Milli Vanilli
- All or Nothing (1988, Hansa Records)
- Girl You Know It's True (1989, Arista)
- Back and In Attack (1998, kiadatlan)

The Real Milli Vanilli / Try 'N' B
- The Moment of Truth (1991, Hansa Records)

Rob & Fab
- Rob & Fab (1993, Joss Entertainment)